# پنزا (شهرستان چیشمینسکی، باشقیرستان)
پنزا (انگلیسی: Penza, Chishminsky District, Republic of Bashkortostan) یک شهرک در شهرستان چیشمینسکی در استان باشقیرستان کشور روسیه است.